# Bad Sülze
Bad Sülze  város a Németország Mecklenburg-Elő-Pomeránia tartományában, az Amt Recknitz-Trebeltal-hoz tárózik.

## Fekvése
A Balti-tengertöl kb. 30 km-re fekszik Rostock és Stralsund között. Reddersdorf tartozik a városhoz.

## Története
1243 óta a doberani kolostornak itt szabad volt sót lepárolni.
A rostocki  herceg  emelte a települést város rangjára 1255 és 1260 között.

## Turistalátványosságok
- A volt  Alte Salzamt (regi sóhivatal) amiben 1995 óta a só-múzeum található

## Képek

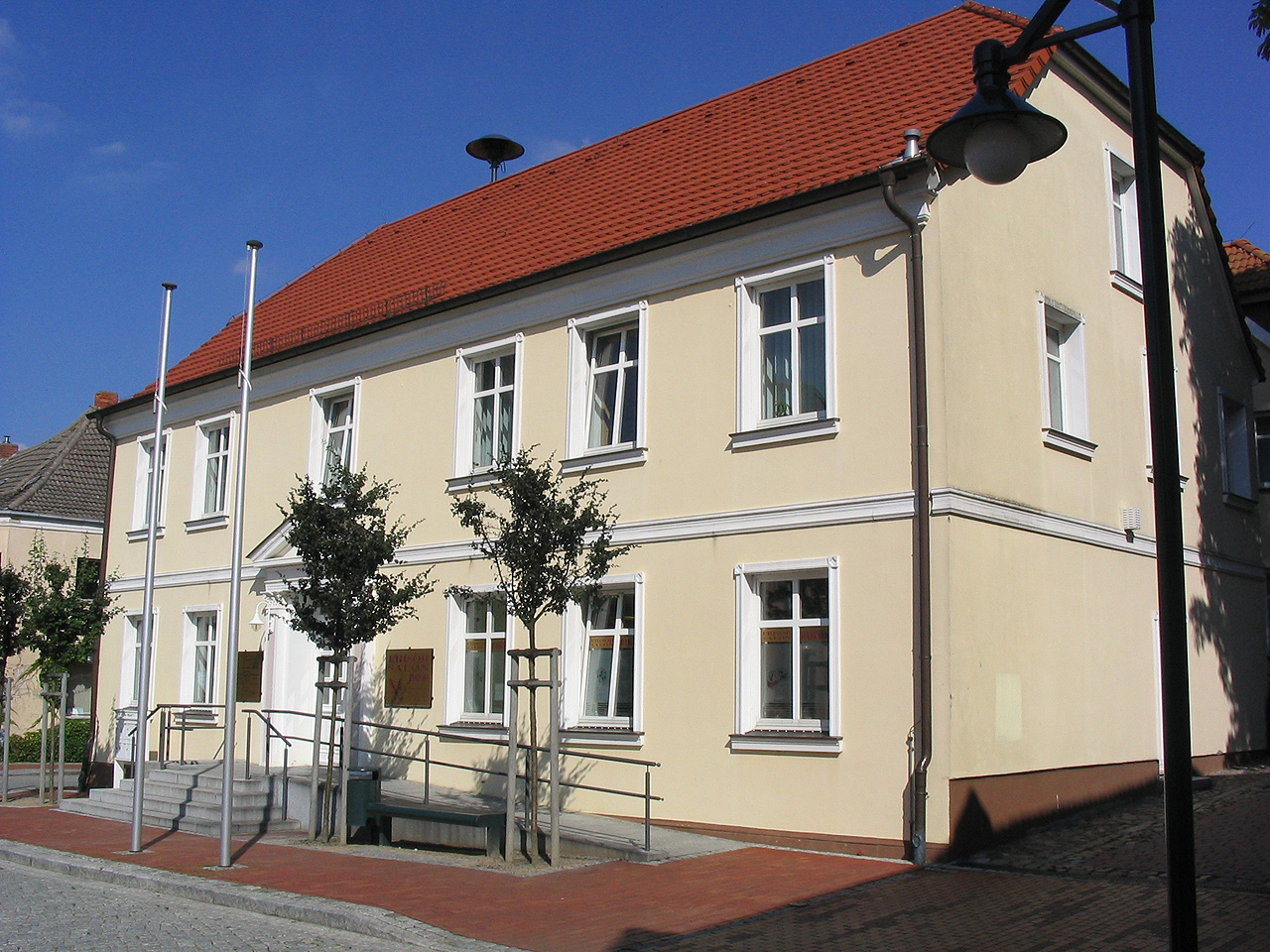
A tanacsház
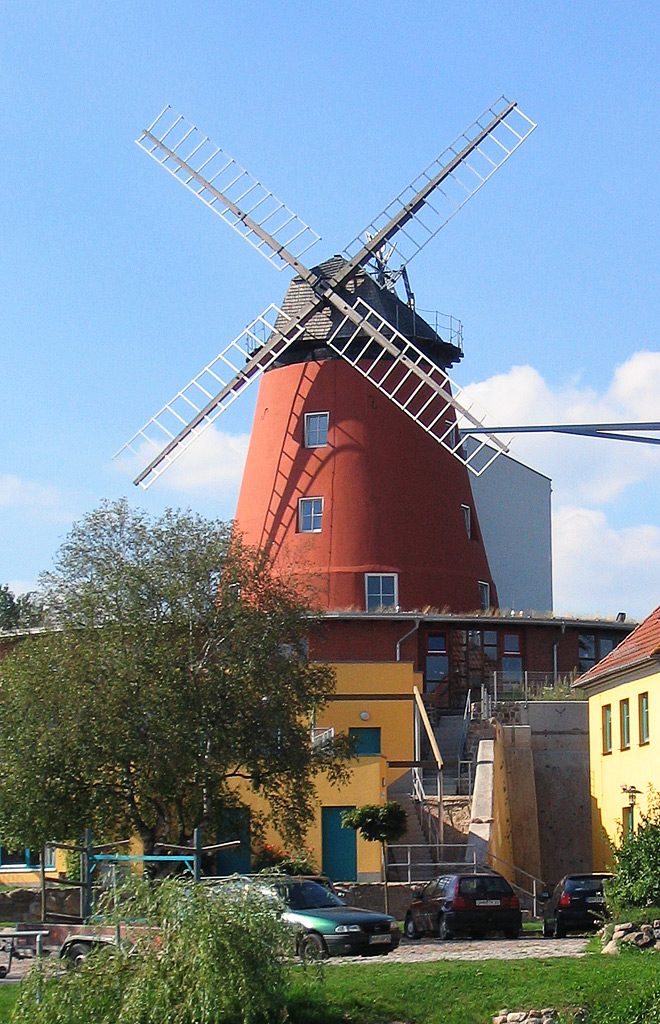
A malom
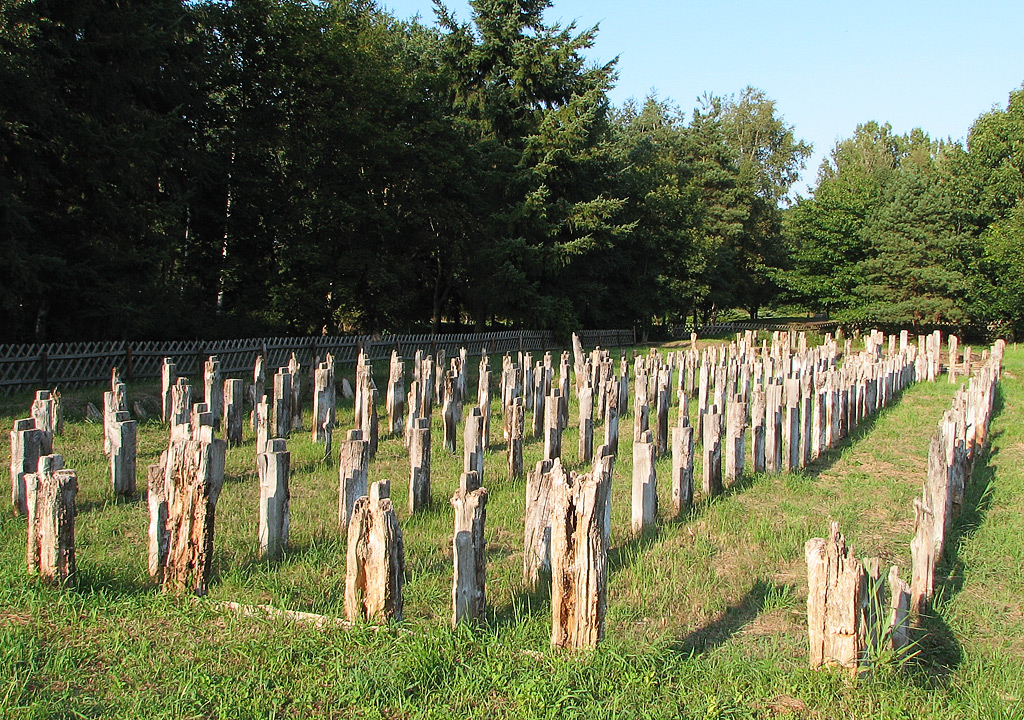
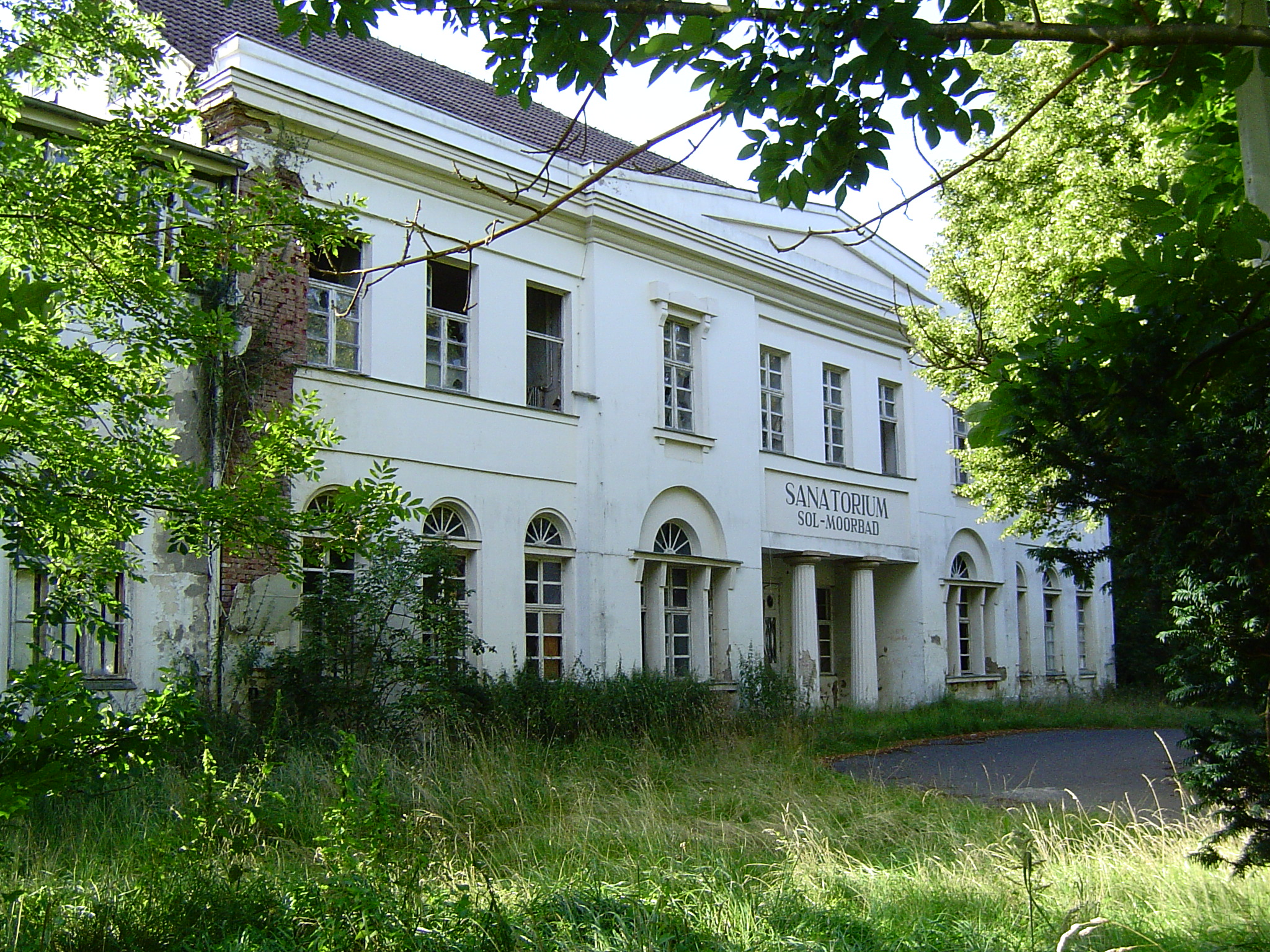
Kurhaus
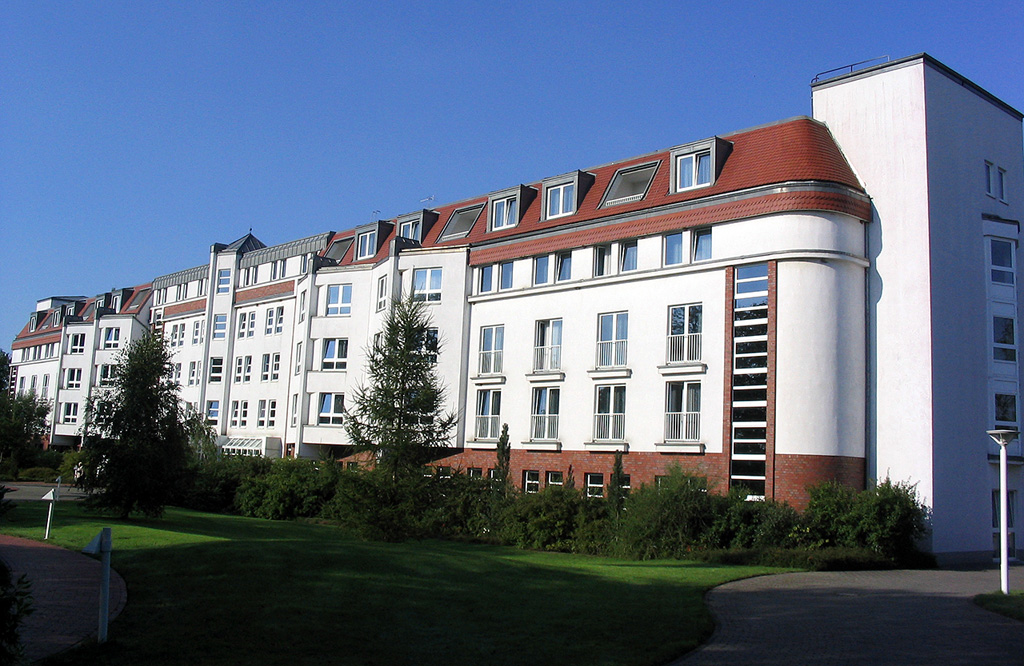
A klinika 2004-ben
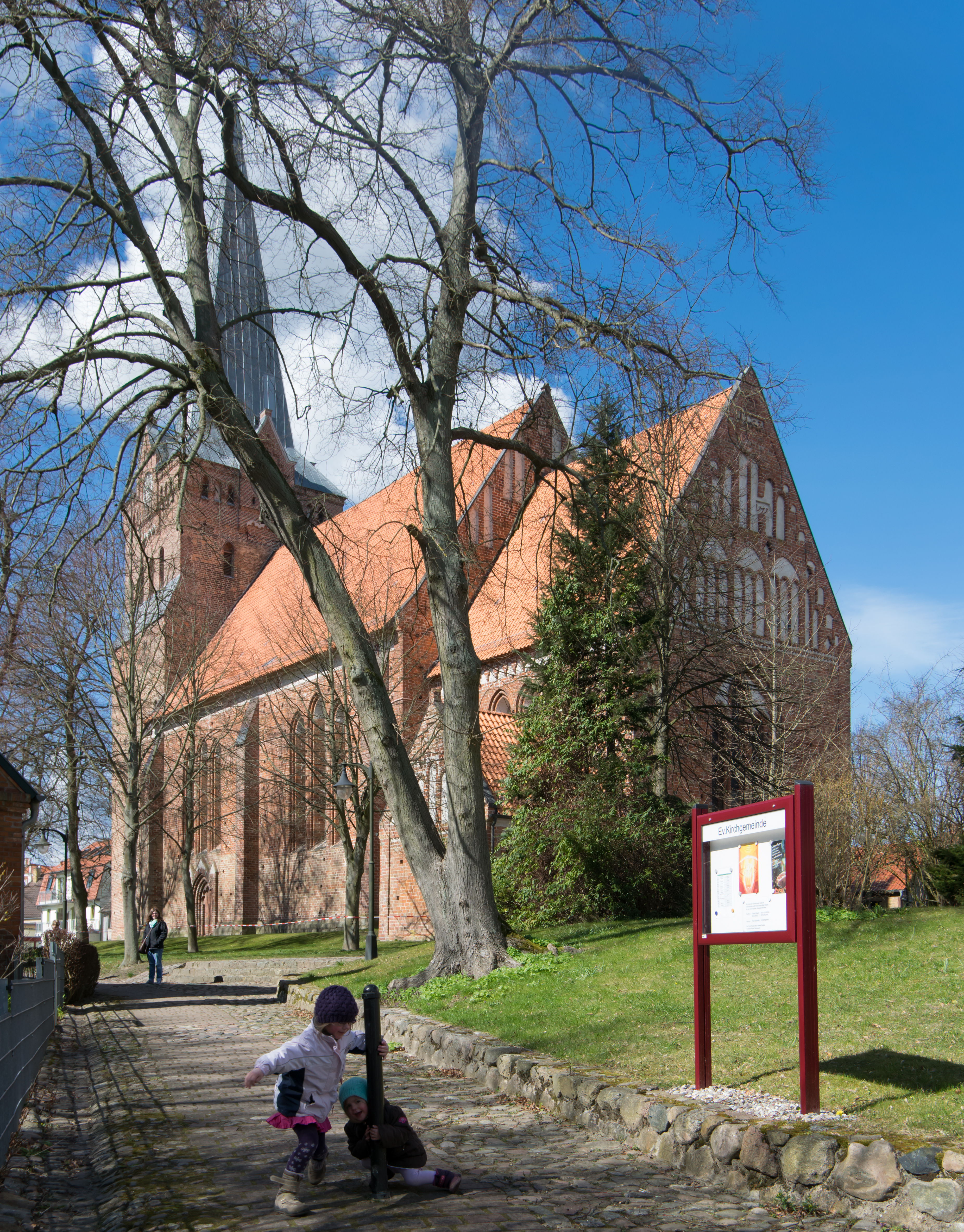
A templom

## Népesség
A település népességének változása:
| Lakosok száma | 1743 | 1710 | 1710 | 1758 | 1796 | 1764 |
|               | 2017 | 2018 | 2019 | 2021 | 2022 | 2023 |